# Wereldbeker rodelen 2011/2012
De wereldbeker rodelen (op kunstijsbanen) in het seizoen 2011/2012 (officieel: Viessmann Luge World Cup 2011/2012) ging van start op 26 november en eindigde op 26 februari. De competitie werd georganiseerd door de FIL.

## Achtergrond
De competitie omvatte dit seizoen negen wedstrijden met de drie traditionele onderdelen bij het rodelen. Bij de mannen individueel en dubbel en bij de vrouwen individueel. Bij zes wedstrijden werd er een landenwedstrijd georganiseerd waarover eveneens een WB-klassement werd opgemaakt.
De titels gingen het vorige seizoen bij de mannen naar de Italiaan Armin Zöggeler (individueel) en het Duitse duo Tobias Wendl / Tobias Arlt (dubbel). Bij de vrouwen ging de titel naar de Duitse Tatjana Hüfner en Duitsland won het landenklassement.
Bij de mannen individueel stonden dit seizoen drie Duitsers op het eindpodium. Felix Loch veroverde voor het eerst de eindzege in de wereldbeker. Voor hem was het de derde podiumplaats, in 2010 werd hij derde en in 2011 tweede. Loch was de vierde Duister die de eindzege veroverde, in 1978 ging Anton Winkler (West-Duitsland) hem voor, in 1984 Michael Walter (Oost-Duitsland) en in 1989 en 1990 Georg Hackl (West-Duitsland). Andi Langenhan op plaats twee stond voor het eerst op het eindpodium van de wereldbeker. Op plaats drie eindigde David Möller die voor de zevende keer op het eindpodium plaatsnam. Van 2006-2009 werd hij tweede, in 2004 en 2005 (gedeeld) ook derde.
Op de dubbelslee bij de mannen veroverde het Oostenrijkse duo Andreas Linger / Wolfgang Linger voor het eerst de WB-eindzege. Het was voor hen de vijfde keer dat ze op het erepodium plaatsnamen, in 2005, 2008 en 2009 werden ze derde, vorig seizoen 2011 tweede. De broers werden hiermee het derde Oostenrijkse duo die de eindzege behaalden. In 1980, 1981 en 1982 slaagde het duo Günter Lemmerer / Reinhold Sulzbacher hierin, het laatste jaar deelden ze de eindzege met hun landgenoten Georg Fluckinger / Franz Wilhelmer. De titelhouders, Wendl / Arlt, eindigden dit seizoen als tweede, het was voor hen de tweede keer dat ze op het eindpodium plaatsnamen. Hun landgenoten Toni Eggert / Sascha Benecken eindigden op de derde plaats, zij stonden voor het eerst op het eindpodium.
Bij de vrouwen stonden voor het elfde opeenvolgende seizoen drie Duitse vrouwen op het eindpodium. De Oostenrijkse Angelika Neuner, derde in 2001, was de laatste niet-Duitse vrouw die hier op plaats nam. Voor het vierde opeenvolgende seizoen stonden dezelfde drie vrouwen op dezelfde positie op het eindpodium. Tatjana Hüfner veroverde voor de vijfde keer op rij de eindzege, ze stond voor de zevende opeenvolgende keer op het erepodium, in 2007 werd ze tweede en in 2006 derde. Ze werd op het podium geflankeerd door Natalie Geisenberger op plaats twee en Anke Wischnewski op plaats drie. Geisenberger nam voor de vijfde opeenvolgende keer plaats op het erepodium, in 2008 werd ze derde. Wischnewski nam ook voor de vijfde keer plaats op het podium, in 2007 eindigde ze ook als derde.
In de landenwedstrijd veroverde Duitsland voor de zesde opeenvolgende keer en voor de achtste keer in totaal op negen edities de eindzege. Canada werd tweede en stond voor de derde keer op het podium na 2007 (ook tweede) en 2010 (derde). Rusland eindigde op de derde plaats en dat was voor dit land de tweede podium plaats in het eindklassement van de landenwedstrijd, in het vorige seizoen waren ze ook derde geworden.

## Wereldbekerpunten
In elke wereldbekerwedstrijd zijn afhankelijk van de behaalde plaats een vast aantal punten te verdienen. De rodelaar met de meeste punten aan het eind van het seizoen wint de wereldbeker. De top 24 bij de solisten en de top 20 bij de dubbel na de eerste run gaan verder naar de tweede run, de overige deelnemers krijgen hun punten toegekend op basis van hun klassering na de eerste run. De onderstaande tabel geeft de punten per plaats weer.
| Plaats | 1   | 2  | 3  | 4  | 5  | 6  | 7  | 8  | 9  | 10 | 11 | 12 | 13 | 14 | 15 | 16 | 17 | 18 | 19 | 20 | 21 | 22 | 23 | 24 | 25 | 26 | 27 | 28 | 29 | 30 | 31 | 32 | 33 | 34 | 35 | 36 | 37 | 38 | 39 | 40+ |
| Punten | 100 | 85 | 70 | 60 | 55 | 50 | 46 | 42 | 39 | 36 | 34 | 32 | 30 | 28 | 26 | 25 | 24 | 23 | 22 | 21 | 20 | 19 | 18 | 17 | 16 | 15 | 14 | 13 | 12 | 11 | 10 | 9  | 8  | 7  | 6  | 5  | 4  | 3  | 2  | 1   |

## Mannen individueel

#### Uitslagen
| Datum | Plaats                           | Eerste         | Tweede          | Derde            |
| --- | -------------------------------- | -------------- | --------------- | ---------------- |
| 27/11/2011                                                                                                 | Igls                             | Felix Loch     | David Möller    | Armin Zöggeler   |
| 09/12/2011                                                                                                 | Whistler Whistler Sliding Centre | Felix Loch     | Johannes Ludwig | David Möller     |
| 17/12/2011                                                                                                 | Calgary                          | Andi Langenhan | Felix Loch      | David Möller     |
| 06/01/2012                                                                                                 | Königssee                        | Felix Loch     | Armin Zöggeler  | Johannes Ludwig  |
| 15/01/2012                                                                                                 | Oberhof                          | Felix Loch     | David Möller    | Andi Langenhan   |
| 21/01/2012                                                                                                 | Winterberg                       | Felix Loch     | Ralf Palik      | David Möller     |
| 29/01/2012                                                                                                 | Sankt Moritz                     | Andi Langenhan | David Möller    | Johannes Ludwig  |
| 10 t/m 12 februari 2012: Wereldkampioenschappen rodelen 2012 in Altenberg (telt niet mee voor wereldbeker) |                                  |                |                 |                  |
| 18/02/2012                                                                                                 | Sigulda                          | Felix Loch     | Armin Zöggeler  | Inars Kivlenieks |
| 26/02/2012                                                                                                 | Paramonovo                       | Andi Langenhan | Armin Zöggeler  | Felix Loch       |

### Eindstand
Top 10
| #  | Naam                | Land | Punten |
| -- | ------------------- | ---- | ------ |
| 1  | Felix Loch          | GER  | 815    |
| 2  | Andi Langenhan      | GER  | 617    |
| 3  | David Möller        | GER  | 612    |
| 4  | Armin Zöggeler      | ITA  | 548    |
| 5  | Johannes Ludwig     | GER  | 530    |
| 6  | Ralf Palik          | GER  | 366    |
| 7  | Manuel Pfister      | AUT  | 362    |
| 8  | Albert Demtsjenko   | RUS  | 337    |
| 9  | Diminik Fischnaller | ITA  | 316    |
| 10 | David Pfister       | SUI  | 298    |

## Mannen dubbel

#### Uitslagen
| Datum | Plaats                           | Eerste                                    | Tweede                                          | Derde                                     |
| --- | -------------------------------- | ----------------------------------------- | ----------------------------------------------- | ----------------------------------------- |
| 26/11/2011                                                                                                 | Igls                             | Oostenrijk Peter Penz Georg Fischler      | Rusland Vladislav Joesjakov Vladimir Machnoetin | Oostenrijk Andreas Linger Wolfgang Linger |
| 09/12/2011                                                                                                 | Whistler Whistler Sliding Centre | Oostenrijk Andreas Linger Wolfgang Linger | Oostenrijk Peter Penz Georg Fischler            | Italië Christian Oberstolz Patrick Gruber |
| 17/12/2011                                                                                                 | Calgary                          | Duitsland Tobias Wendl Tobias Arlt        | Oostenrijk Andreas Linger Wolfgang Linger       | Duitsland Toni Eggert Sascha Benecken     |
| 05/01/2012                                                                                                 | Königssee                        | Duitsland Tobias Wendl Tobias Arlt        | Oostenrijk Andreas Linger Wolfgang Linger       | Duitsland Toni Eggert Sascha Benecken     |
| 14/01/2012                                                                                                 | Oberhof                          | Duitsland Toni Eggert Sascha Benecken     | Duitsland Tobias Wendl Tobias Arlt              | Oostenrijk Andreas Linger Wolfgang Linger |
| 21/12/2012                                                                                                 | Winterberg                       | Duitsland Tobias Wendl Tobias Arlt        | Italië Christian Oberstolz Patrick Gruber       | Oostenrijk Andreas Linger Wolfgang Linger |
| 28/01/2012                                                                                                 | Sankt Moritz                     | Oostenrijk Andreas Linger Wolfgang Linger | Duitsland Toni Eggert Sascha Benecken           | Duitsland Tobias Wendl Tobias Arlt        |
| 10 t/m 12 februari 2012: Wereldkampioenschappen rodelen 2012 in Altenberg (telt niet mee voor wereldbeker) |                                  |                                           |                                                 |                                           |
| 18/02/2012                                                                                                 | Sigulda                          | Oostenrijk Andreas Linger Wolfgang Linger | Italië Christian Oberstolz Patrick Gruber       | Duitsland Tobias Wendl Tobias Arlt        |
| 25/02/2012                                                                                                 | Paramonovo                       | Oostenrijk Peter Penz Georg Fischler      | Duitsland Tobias Wendl Tobias Arlt              | Duitsland Toni Eggert Sascha Benecken     |

### Eindstand
Top 10
| #  | Naam                                      | Land | Punten |
| -- | ----------------------------------------- | ---- | ------ |
| 1  | Andreas Linger / Wolfgang Linger          | AUT  | 730    |
| 2  | Tobias Wendl / Tobias Arlt                | GER  | 720    |
| 3  | Toni Eggert / Sascha Benecken             | GER  | 630    |
| 4  | Peter Penz / Georg Fischler               | AUT  | 509    |
| 5  | Christian Oberstolz / Patrick Gruber      | ITA  | 497    |
| 6  | Vladislav Joezjakov / Vladimir Machnoetin | RUS  | 386    |
| 7  | Christian Niccum / Jayson Terdiman        | USA  | 354    |
| 8  | Ivan Nevmerzjitskiy / Vladimir Prochorow  | RUS  | 305    |
| 9  | Matthew Mortensen / Preston Griffall      | USA  | 289    |
| 10 | Tristan Walker / Justin Snith             | CAN  | 281    |

## Vrouwen individueel

#### Uitslagen
| Datum | Plaats                           | Eerste               | Tweede               | Derde                |
| --- | -------------------------------- | -------------------- | -------------------- | -------------------- |
| 26/11/2011                                                                                                 | Igls                             | Tatjana Hüfner       | Anke Wischnewski     | Alex Gough           |
| 10/12/2011                                                                                                 | Whistler Whistler Sliding Centre | Natalie Geisenberger | Tatjana Hüfner       | Tatjana Ivanova      |
| 16/12/2011                                                                                                 | Calgary                          | Alex Gough           | Tatjana Hüfner       | Tatjana Ivanova      |
| 05/01/2012                                                                                                 | Königssee                        | Tatjana Hüfner       | Natalie Geisenberger | Alex Gough           |
| 14/01/2012                                                                                                 | Oberhof                          | Natalie Geisenberger | Tatjana Hüfner       | Anke Wischnewski     |
| 22/01/2012                                                                                                 | Winterberg                       | Corinna Martini      | Tatjana Hüfner       | Natalie Geisenberger |
| 28/01/2012                                                                                                 | Sankt Moritz                     | Tatjana Hüfner       | Natalie Geisenberger | Anke Wischnewski     |
| 10 t/m 12 februari 2012: Wereldkampioenschappen rodelen 2012 in Altenberg (telt niet mee voor wereldbeker) |                                  |                      |                      |                      |
| 19/02/2012                                                                                                 | Sigulda                          | Natalie Geisenberger | Anke Wischnewski     | Erin Hamlin          |
| 25/02/2012                                                                                                 | Paramonovo                       | Tatjana Ivanova      | Tatjana Hüfner       | Corinna Martini      |

### Eindstand
Top 10
| #  | Naam                 | Land | Punten |
| -- | -------------------- | ---- | ------ |
| 1  | Tatjana Hüfner       | GER  | 761    |
| 2  | Natalie Geisenberger | GER  | 710    |
| 3  | Anke Wischnewski     | GER  | 581    |
| 4  | Corinna Martini      | GER  | 548    |
| 5  | Alex Gough           | CAN  | 509    |
| 6  | Erin Hamlin          | USA  | 421    |
| 7  | Tatjana Ivanova      | RUS  | 374    |
| 8  | Nina Reithmayer      | AUT  | 359    |
| 9  | Sandra Gasparini     | ITA  | 352    |
| 10 | Martina Kocher       | SUI  | 317    |

## Landenwedstrijd
De landenwedstrijden (officieel: Viessmann Team Relay World Cup presented by Intersport) vonden plaats in de vorm van een soort estafette, waarbij de volgende rodelslee van het team pas van start mocht gaan als de voorgaande rodelslee was gefinisht. De startvolgorde kon per wedstrijd verschillen.
WB #1, #2, #3, #4, #5, #6: vrouwen, mannen, dubbel

#### Uitslagen
| Datum | Plaats                           | Eerste                                                                         | Tweede                                                                      | Derde                                                                             |
| --- | -------------------------------- | ------------------------------------------------------------------------------ | --------------------------------------------------------------------------- | --------------------------------------------------------------------------------- |
| 27/11/2011                                                                                                 | Igls                             | Canada Alex Gough Samuel Edney Tristan Walker Justin Snith                     | Duitsland Tatjana Hüfner Andi Langenhan Tobias Wendl Tobias Arlt            | Rusland Tatjana Ivanova Albert Demtsjenko Vladislav Joezjakov Vladimir Machnoetin |
| 10/12/2011                                                                                                 | Whistler Whistler Sliding Centre | Duitsland Natalie Geisenberger Felix Loch Ronny Pietrasik Christian Weise      | Canada Alex Gough Samuel Edney Tristan Walker Justin Snith                  | Rusland Tatjana Ivanova Albert Demtsjenko Vladislav Joezjakov Vladimir Machnoetin |
| 06/01/2012                                                                                                 | Königssee                        | Italië Sandra Gasparini Dominik Fischnaller Christian Oberstolz Patrick Gruber | Duitsland Tatjana Hüfner Felix Loch Tobias Wendl Tobias Arlt                | Rusland Tatjana Ivanova Albert Demtsjenko Vladislav Joezjakov Vladimir Machnoetin |
| 14/01/2012                                                                                                 | Oberhof                          | Duitsland Natalie Geisenberger Felix Loch Toni Eggert Sascha Benecken          | Italië Sandra Gasparini David Mair Christian Oberstolz Patrick Gruber       | Rusland Alexandra Rodionova Viktor Kneib Vladislav Joezjakov Vladimir Machnoetin  |
| 22/01/2012                                                                                                 | Winterberg                       | Duitsland Anke Wischnewski Felix Loch Tobias Wendl Tobias Arlt                 | Verenigde Staten Erin Hamlin Chris Mazdzer Christian Niccum Jayson Terdiman | Letland Maija Tīruma Inars Kivlenieks Andris Šics Juris Šics                      |
| 10 t/m 12 februari 2012: Wereldkampioenschappen rodelen 2012 in Altenberg (telt niet mee voor wereldbeker) |                                  |                                                                                |                                                                             |                                                                                   |
| 19/02/2012                                                                                                 | Sigulda                          | Italië Sandra Gasparini Armin Zöggeler Christian Oberstolz Patrick Gruber      | Oostenrijk Nina Reithmayer Manuel Pfister Andreas Linger Wolfgang Linger    | Duitsland Natalie Geisenberger Felix Loch Tobias Wendl Tobias Arlt                |

### Eindstand
Volledig
| #  | Land             | Punten | AW               | Deelnemers |
| -- | ---------------- | ------ | ---------------- | --- |
| 1  | Duitsland        | 540    | 6                | Tatjana Hüfner, Natalie Geisenberger, Anke Wischnewski, Andi Langenhan, Felix Loch, Sascha Benecken, Tobias Wendl, Tobias Arlt, Ronny Pietrasik, Christian Weise                        |
| 2  | Canada           | 392    | 6                | Alex Gough, Samuel Edney, Tristan Walker, Justin Snith |
| 3  | Rusland          | 385    | 6                | Tatjana Ivanova, Alexandra Rodionova, Natalia Choreva, Albert Demtsjenko, Viktor Kneib, Stepan Fjodorov, Vladislav Joesjakov, Vladimir Machnoetin, Aleksandr Denisjev, Vladimir Antonov |
| 4  | Oostenrijk       | 375    | 6                | Nina Reithmayer, Reinhard Egger, Daniel Pfister, Manuel Pfister, Peter Penz, Georg Fischler, Andreas Linger, Wolfgang Linger                                                            |
| 5  | Verenigde Staten | 355    | 6                | Erin Hamlin, Trent Matheson, Chris Madzer, Christian Niccum, Jayson Terdiman, Matthew Mortensen, Preston Griffall                                                                       |
| 6  | Italië           | 340    | 6 (dq #1, nf #5) | Sandra Gasparini, Armin Zöggeler, David Mair, Dominik Fischnaller, Christian Oberstolz, Patrick Gruber                                                                                  |
| 7  | Letland          | 305    | 6                | Elīza Tīruma, Inārs Kivlenieks, Andris Šics, Juris Šics, Andrejs Bērze, Uldis Logins |
| 8  | Roemenië         | 216    | 6 (nf #3)        | Raluca Strămăturaru, Madalina Rosca, Valentin Crețu, Paul Ifrim, Andrei Anghel |
| 9  | Slowakije        | 215    | 5                | Viera Gbúrová, Jozef Ninis, Ján Harniš, Branislav Regec, Marek Solcansky, Karol Stuchlak                                                                                                |
| 10 | Polen            | 183    | 5                | Ewa Kuls, Maciej Kurowski, Arthur Petyniak, Adam Wanielista |
| 11 | Oekraïne         | 75     | 3 (dq #3)        | Olena Shkhumova, Anastasia Polusytok, Maryna Halaydzhyan, Oleksandr Obdonchyk, Andriy Kis, Ivan Vynnytskyy, Oleh Fitel                                                                  |
| 12 | Zuid-Korea       | 68     | 2                | Choi Eun-ja, Kim Dong-heon, Park Jin-yong, Ryu Sung-hyun |
| 13 | Zwitserland      | 42     | 2 (nf #1)        | Martina Kocher, Gregory Carigiet, Luca Hunziker, Christian Maag |
| 14 | Tsjechië         | 34     | 1                | Vendula Kotenova, Ondrej Hymann, Lukas Broz, Antonin Broz |

1977/1978 · 
1978/1979 · 
1979/1980 · 
1980/1981 · 
1981/1982 · 
1982/1983 · 
1983/1984 · 
1984/1985 · 
1985/1986 · 
1986/1987 · 
1987/1988 · 
1988/1989 · 
1989/1990 · 
1990/1991 · 
1991/1992 · 
1992/1993 · 
1993/1994 · 
1994/1995 · 
1995/1996 · 
1996/1997 · 
1997/1998 · 
1998/1999 · 
1999/2000 · 
2000/2001 · 
2001/2002 · 
2002/2003 · 
2003/2004 · 
2004/2005 · 
2005/2006 · 
2006/2007 · 
2007/2008 · 
2008/2009 · 
2009/2010 ·
2010/2011 ·
2011/2012 ·
2012/2013 ·
2013/2014 ·
2014/2015 ·
2015/2016 ·
2016/2017 ·
2017/2018 ·
2018/2019 · 
2019/2020 ·
2020/2021 ·
2021/2022 ·
2022/2023 ·
2023/2024 ·
2024/2025
Alpineskiën ·
Biatlon ·
Bobsleeën ·
Freestyleskiën ·
Langlaufen ·
Noordse combinatie ·
Rodelen ·
Schaatsen (junioren) ·
Schansspringen ·
Shorttrack ·
Skeleton ·
Snowboarden